# Uchuu Keiji Gavan
Cảnh sát hình sự vũ trụ Gyaban (tiếng Nhật: Uchu Keiji Gyaban (宇宙刑事ギャバン Uchū Keiji Gyaban) hay Uchu Keiji Gava) là một loạt phim Tokusatsu mở đầu cho series Metal Hero do hãng Toei chế tác, chiếu trên đài truyền hình Asahi từ ngày 3-5-1982 cho tới ngày 25-2-1983. Uchukeiji Gyaban kéo dài 44 tập phim và cũng là tên gọi của nhân vật chính trong phim. Đây cũng là bộ mở đầu cho bộ 3 phim cảnh sát hình sự vũ trụ.

## Tên gọi và nguồn gốc
Tiếng Nhật là ngôn ngữ có phụ âm đứng trước 5 nguyên âm chính là a, i, u, e và o nên để ghi lại tên riêng của người Tây phương hay các nước khác thì nó luôn không đủ dẫn tới hiện tượng biểu ký không chính xác lắm. Cùng một tên gọi có thể biểu ký theo nhiều kiểu khác nhau và cùng một kiểu biểu ký có thể "diễn" ra nhiều tên gốc khác nhau. Tiếng Nhật cũng không có phụ âm "v" nên thay nó bằng "b". Vì vậy ギャバン, Gyaban, cũng có thể hiểu là Gyavan, Gavan, Gaban, Gavin, Gabin..... Và thực tế bộ phim này cũng được gọi bằng nhiều tên như vậy. Nhưng chính thức thì cái tên Gyaban được nhà sản xuất gán cho nhân vật trong phim theo tên của Jean Gabin (ジャン・ギャバン), diễn viên, ca sĩ Pháp quốc sinh năm 1904.
Bộ phim trong giai đoạn phát triển dự định mang tên là Uchukeiji Ginjirou (宇宙刑事ギンジロウ). Uchukeiji Ginburiddo (宇宙刑事ギンブリッド) nhưng sau đổi thành Gyaban. Bộ này được dịch sang tiếng Anh là Space Sheriff Gavan. Vì sự phổ biến của cộng đồng Anh ngữ nên trong bài này, từ chỗ này trở về sau cũng gọi Gyaban là Gavan khi bàn về nhân vật trong phim (vẫn giữ lại cách gọi Gyaban khi nói về tên phim), dù gọi là Gabin thì chính xác hơn. Bộ cảnh sát hình sự tiếp theo là Uchukeiji Shaidaa cũng tiếp tục truyền thống đặt tên theo các nhân vật nổi tiếng ngoài đời.

## Nội dung
Bộ phim bắt đầu khi tổ chức tội phạm vũ trụ Maku (宇宙犯罪組織マクー, Uchu hanzai soshiki Maku) do tên Don Horror (ドン・ホラー, Don Horaa) cầm đầu đã tiêu diệt một trạm không gian gần Địa cầu và muốn xâm chiếm luôn hành tinh này. Hắn muốn cai trị toàn bộ vũ trụ và Địa cầu là một chướng ngại hắn phải vượt qua nhưng không cần thiết phải hủy diệt nó. Thế là Don Horror gửi binh đoàn của mình tới Địa cầu để gây hoảng loạn cho loài người. Trước tình hình đó, cảnh sát hình sự vũ trụ Gavan được liên bang cảnh sát ngân hà (銀河連邦警察- Ginga Rempou keisatsu) có bản địa ở hành tinh Bird (バード星) phái đến Địa cầu để giữ gìn trị an, chống lại bọn Maku. Tình cờ đây cũng là quê hương của mẹ Gavan. Gavan là con trai của Voicer (ボイサー), cảnh sát hình sự vũ trụ tiền nhiệm và là một người trên hành tinh Bird, có mẹ là một phụ nữ Trái Đất tên là Ichijouji Tamiko. Vì lẽ đó mà khi đến Địa cầu, Gavan lấy họ mẹ là Ichijouji, lấy tên là Retsu và hoạt động ở câu lạc bộ cưỡi ngựa Abaron (Avalon). Tại đây Gavan gần gũi với bọn trẻ con trong câu lạc bộ, vừa bảo vệ Địa cầu khỏi tay bọn Maku trong khi truy tìm tung tích người cha Voicer đã mất tích trước đó.

## Hoàn cảnh ra đời
Năm 1981, các series Tokusatsu ăn khách như Ultraman và Kamen Rider đã lần lượt chiếu hết và lúc đó chỉ còn lại mỗi chương trình Tokusatsu là Super Sentai. Năm 1982, người ta muốn bắt đầu một chương trình Tokusatsu mới với hình tượng nhân vật mới, khác với trước đây, và từ đó dẫn tới sự ra đời của Uchukeiji Gyaban. Đây cũng là bộ đầu tiên trong bộ 3 Uchukeiji, mở đầu cho cả loạt seri Metal Heroes kéo dài đến tận năm 1999.
Uchukeiji Gyaban được bắt đầu từ một tấm hình minh họa của Murakami Katsushi, một nhân viên thiết kế của hãng Bandai, người đã để lại tên tuổi mình trong lịch sử ngành đồ chơi với nhiều sản phẩm độc đáo. Theo Yoshimoto Susumu của hãng Toei thì đây là một sáng tạo về người hùng đơn độc vượt qua cả Kamen Rider. (người hùng trong series Super Sentai thường là một nhóm)
Diễn viên chính là Ôba Kenji, một thành viên của JAC (Japan Action Club) và là người từng tham gia diễn các series Super Sentai trước đó như Battle Fever J và Denshi Sentai Denjiman. Theo Kenji thì đây là tác phẩm mà cả nhà sản xuất Toei lẫn phía đài Asahi đều đánh cược bằng cả "mạng sống" của mình. Theo ông Suzuki Takeyuki, nhà sản xuất phim truyền hình của hãng Toei cho biết thì Uchukeiji Gyaban là bộ phim được đầu tư kinh phí lớn nhất cho tới thời điểm đó, nếu có rủi ro thì sẽ không bao giờ đánh cược vào những người hùng kiểu mới này nữa. Lúc này các nhân viên bên cục truyền hình cũng buộc chặt với điều kiện là nếu tỉ lệ xem đài không tăng lên được thì coi như mất việc.
Nhưng chương trình Tokusatsu này đã thành công rực rỡ, đạt tỉ lệ xem là 14.9%, cao hơn cả chương trình thành công trước đó là Halo! Sundy Bell. Trong đó tập 24 chiếm tỉ lệ xem cao nhất là 18.6%. Thành công của Uchukeiji Gyaban không chỉ giới hạn trong nước Nhật. Ở Mã Lai, nó được nhà đài phát sóng lại và thành công tới mức danh từ riêng Gaban trở thành danh từ chung chỉ tính chất, mang nghĩa cực kỳ to lớn, hoành tráng trong tiếng lóng Mã Lai. Kiểu như Sở Khanh từ tên riêng biến thành danh từ chung trong tiếng Việt. Chẳng hạn trong tiếng Mã Lai, nếu nói "Besar gaban rumah itu!" thì có nghĩa là "ngôi nhà đó thiệt là to, thiệt là bự bà cố,..."

## Các nhân vật chính
- Ichijouji Retsu (一条寺 烈): cảnh sát hình sự vũ trụ Gavan, đảm nhận khu vực Địa cầu trong khi truy tìm tung tích người cha mất tích. Ở Địa cầu Gavan lấy họ mẹ là Ichijouji, lấy tên là Retsu và hoạt động ở câu lạc bộ cưỡi ngựa Abaron, khi bọn Maku xuất hiện thì lập tức bỏ việc để đi điều tra, vì thế nên lương tháng không bao giờ tăng. Và vì thời gian ở Địa cầu chưa lâu nên không có thói quen mang tiền theo trong người, thỉnh thoảng phải mượn tiền đám hậu bối khi cần tới. Retsu ưa thể thao, tính cách hào khoáng nên đưa bọn trẻ con ưa thích, khi rảnh rỗi thường chơi bóng đá với chúng. Trong tập phim đặc biệt 3 cảnh sát vũ trụ tập hợp, Retsu báo với Sharivan và Shaider rằng mình đã cầu hôn với Mimi. Retsu đến Địa cầu bằng tàu vũ trụ Dolgiran.

### Nhân vật Gavan trong phim
- Chỉ huy Qom (コム長官): người chịu trách nhiệm tối cao trong cục liên bang cảnh sát ngân hà và cũng là người bổ nhiệm Gavan vào khu vực Địa cầu. Bản thân ông ta cũng là một cảnh sát vũ trụ lừng danh, từng tiêu diệt không ít tổ chức tội phạm vũ trụ. Qom còn là bạn thân của Voicer, cha của Gavan và thay mặt bạn mình nuôi lớn con trai của bạn. Qom liên lạc với Gavan trên tàu Dolgiran bằng một màn hình lớn.
- Mimi (ミミー): con gái của chỉ huy Qom, có nhiều tình cảm với Gavan và là trợ thủ đắc lực của anh. Mimi sử dụng mặt dây chuyền đặc biệt để biến mình thành con chim vẹt khi trinh sát, bám theo đuôi đối phương và thoát hiểm khẩn cấp. Mimi còn có thể bay trong không gian vũ trụ với vận tốc ánh sáng.

Khi biến thân, Mimi luôn hô "Leizaa Biizon" (Laser vision), dùng hai tay nắm mặt dây chuyền, tay trái đưa thẳng ra trước, tay phải đặt lên ngực rồi bắt đầu biến mình thành chim vẹt. Mimi còn có khả năng tiên tri, thấu thị đặc trưng của người hành tinh Bird, nhiều lần cứu Gavan thoát hiểm. Ở các tập giữa, Mimi phải trở về hành tinh Bird để coi sóc bệnh tình cho mẹ mình nhưng ở phần cuối, Mimi quay lại Dolgiran để hỗ trợ cho Gavan.
- Marin (マリーン): bí thư của chỉ huy Qom, thay mặt Mimi đã trở về hành tinh Bird để giúp đỡ Gavan trên phi thuyền Dolgiran.
- Voicer (ボイサー): cha của Gavan, cảnh sát vũ trụ trông coi khu vực Địa cầu, bị bọn Maku bắt cóc và từ đó không rõ tung tích. Trong khi tuần tra, Voicer phát hiện ra bí mật của hệ thống khuếch trương laser nên bị bọn Maku liên tục tra tấn để moi bí mật. Nhưng bản thiết kế của hệ thống này được vẽ lên lòng bàn tay của Voicer bằng một loại mực đặc biệt mà chỉ khi nào nhiệt độ cơ thể xuống thấp mới hiện lên, vì vậy Voicer đã giữ vững bí mật này cho tới phút cuối. Voicer được Gavan cứu thoát ở tập 43 rồi chết trong phi thuyền Dolgiran.
- Alan (アラン): cảnh sát vũ trụ đảm nhận khu vực hành tinh Bease (アラン), tới Địa cầu để giải cứu nữ vương của hành tinh này. Alan là mẫu người trung thành tận tụy, dù bị thương ở chân nhưng vẫn không ngại hy sinh, đơn độc xông vào trận địa địch để giải cứu nữ vương. Alan cũng cứu Gavan thoát chết khỏi bàn tay của San Doruba và không có combat suit như Gavan.
- Hoshino Tsukiko (星野月子): con gái của tiến sĩ Hoshino, người phát minh ra hệ thống Hoshino khuếch trương năng lượng Plasma, bạn thân của Voicer. Tsukiko hoạt động ở câu lạc bộ Abaron và cũng giúp đỡ việc điều tra của Gavan ở Địa cầu.
- Iga Den (伊賀電): một thành viên của đội kiểm lâm Nhật Bản ở núi Tsurugi. Iga Den xuất hiện ở tập 42, tấn công Gavan vì hiểu lầm rằng đó là thủ phạm của những vụ phá rừng liên tiếp gần đây, nhưng sau hiểu ra sự thật và hòa giải với Gavan. Den sau đó bị bọn Maku tấn công và được đưa đến hành tinh Bird để điều trị. Đây cũng là nhân vật chính trong bộ cảnh sát hình sự tiếp theo.

### Tổ chức tội phạm vũ trụ Maku
Đây là tổ chức tội phạm có tên tuổi gây chấn động toàn vũ trụ, thống trị rất nhiều hành tinh dưới danh nghĩa của đế quốc Thú tinh. Ở tập 15, chúng lập kế hoạch tổ chức tiệc mừng ngày thành lập được 2 vạn 6 nghìn năm, tức là có lịch sử còn lâu đời hơn cả liên bang cảnh sát vũ trị. Từ Maku nếu viết bằng chữ Hán sẽ là "ma không" (魔空), căn cứ địa của chúng là lâu đài Maku nằm trong vùng hư vô của không gian thứ nguyên quái dị. Tổ chức này còn sở hữu sức mạnh khoa học tiên tiến như khả năng thao túng trục Địa cầu để tạo ra không gian Maku (Maku kukan, không gian ma quái).
Không gian Maku là một vùng á không gian do tổ chức này tạo ra để lôi kéo đối phương vào. Các quái nhân của Maku khi ở trong không gian này được tăng sức mạnh lên 3 lần nên dễ chiếm thế thượng phong hơn đối phương. Gavan thâm nhập vào không gian này bằng cách cuỡi xe Cyberian hoặc "điện tử tinh thú" Dol, đánh nhau với quái nhân của Maku trong đó để giảm thiểu thiệt hại cho Địa cầu. Vùng không gian Maku này được nhà sản xuất dựng lên như là đối sách với việc khó quay phim khi Gavan đã biến thân. Vì bộ giáp của Gavan có ánh kim, phản chiếu ánh sáng dưới mặt trời hay đèn chiếu sáng nên rất khó quay. Nhưng người ta cũng chỉ ra mâu thuẫn rằng ở trong vùng không gian này, các quái nhân được mạnh lên 3 lần mà tại sao Gavan vào đây đánh trận nào thắng trận đó. Từ đó có thêm nguồn giải thích không chính thức là khi nhân vật chính vào đây cũng được tăng sức mạnh lên 4 lần...
- Don Horror (ドン・ホラー): thủ lĩnh của tổ chức tội phạm vũ trụ Maku, rắp tâm chinh phục toàn ngân hà. Hắn có 6 cánh tay có thể vươn dài, thu ngắn tùy ý và cặp mắt phóng điện. Khi bị chặt đầu thì cái đầu bay ra tiếp tục tấn công. Don Horror cũng có những tính cách giống như con người, khó chịu khi thấy con trai mình là San Doruba ăn chơi lêu lỏng trong khi địch thủ là Gavan luôn cố gắng phấn đấu. Don Horror đụng độ Gavan ở tập cuối và chiếm thế thượng phong áp đảo, nhưng chỉ sơ hở trong tích tắc mà bị Laser Blade của Gavan đâm vào trán rồi dính tiếp tuyệt chiêu Gavan Dynamic.
- San Doruba (サン・ドルバ): con trai của Don Horror, là kẻ hữu dũng nhưng ham mê tửu sắc, tính cách tự phụ nhưng có phần quá dựa dẫm vào cha mình. San Doruba cãi nhau với Don Horror ở tập 35, cuối cùng mưu phản cha để đoạt quyền kiểm soát tổ chức nhưng thất bại, van xin tha tội với điều kiện tiêu diệt Gavan nhưng rồi cũng chết dưới tay Gavan.
- Ma nữ Kiba (魔女キバ): mẹ của San Doruba, là ma nữ sử dụng yêu thuật xuất hiện từ cái đầu lâu ở đầu gậy của San Doruba. San Doruba không bao giờ gọi Kiba là mẹ. Ma nữ Kiba xuất hiện từ tập 30 và bị Gavan đánh bại trong trận chiến cuối cùng.
- Hunter Killer (ハンターキラー): nguyên là cảnh sát hình sự vũ trụ, nhưng sau đó bán đứng bạn mình, cung cấp bí mật hệ thống Hoshino cho Maku, giết chết người phát minh ra nó là tiến sĩ Hoshino và bắt cóc Voicer. Nhờ những công lao này mà Hunter Killer trở thành thành viên cao cấp của Maku. Nhưng khi ma nữ Kiba và San Doruba trở lại lâu đài Maku thì Hunter Killer lo sợ Địa cầu bị xâm chiếm nên đã ngầm cảnh báo cho Gavan biết yêu thuật của Kiba. Chuyện này bị Don Horror biết được và bị đày vào ngân hà hắc ám. Ở tập 42, Hunter Killer được đội tuần tra của cảnh sát ngân hà bảo hộ, cuối cùng tiết lộ tung tích của Voicer và kế hoạch X cho chỉ huy Qom rồi tắt thở.

## Các tập
1. The Strange Fortress Beneath Tokyo (東京地底の怪要塞 Tōkyō Chitei no Kai Yōsai?)
2. The Stolen Japanese Islands (盗まれた日本列島 Nusumareta Nihon Rettō?)
3. It's Major! Stop Dr. Kuroboshi's BEM Project (大変だ！黒星博士のベム計画を阻止せよ Taihen da! Kuroboshi-Hakase no Bemu Keikaku o Soshi Seyo?)
4. The Majin Helmet That Calls Big Time (死を呼ぶ魔人兜 Shi o Yobu Majin Kabuto?)
5. Mimi Cries; The Deadly Poison Cobra Bullet Hits Retsu (ミミーは泣く 猛毒コブラ弾が烈に命中 Mimī wa Naku Mōdoku Kobura Dan ga Retsu ni Meichū?)
6. The Geniuses of the Makuu School (魔空塾の天才たち Makū juku no Tensai-tachi?)
7. A Monster Hides, a Girl Kissed a Petal (怪物がひそむ花びらに少女は口づけした Kaibutsu ga Hisomu Hanabira ni Shōjo wa Kuchidzuke Shita?)
8. Justice or Demon? The Silver-Masked Great Hero (正義か悪魔か？銀マスク大ヒーロー Seigi ka Akuma ka? Gin Masuku Dai Hīrō?)
9. The Beautiful Puppet Spy (美しい人形スパイ Utsukushii Ningyō Supai?)
10. Crush the Human Crusher Corps! (人間クラッシャー部隊を撃破せよ！ Ningen Kurasshā Butai o Gekiha Seyo!?)
11. Is Father Alive? The Mysterious SOS Signal (父は生きているのか？謎のSOS信号 Chichi wa Ikite Iru no ka? Nazo no Esu Ō Esu Shingō?)
12. Express to the Theme Park! UFO Boys' Big Pinch (遊園地へ急行せよ！UFO少年大ピンチ Yūenchi e Kyūkō Seyo! Yūfō Shōnen Dai Pinchi?)
13. Danger, Retsu! The Great Reversal (危うし烈！大逆転 Ayaushi Retsu! Dai Gyakuten?)
14. A Parting of Love And Sadness, The Final Blow (愛と悲しみの別れ とどめの一撃！！ Ai to Kanashimi no Wakare Todome no Ichigeki!!?)
15. Illusion? Shadow? Makuu City (幻？影？魔空都市 Maboroshi? Kage? Makū Toshi?)
16. My First Love is a Jewel's Radiance; Goodbye, Galaxy Express (初恋は宝石の輝き さようなら銀河特急 Hatsukoi wa Hōseki no Kagayaki Sayōnara Ginga Tokkyū?)
17. The Running Time Bomb! The Bad Guy Who Rode a Police Bike (走る時限爆弾！白バイに乗った暗殺者 Hashiru Jigen Bakudan! Shirobai ni Notta Ansatsusha?)
18. Princess Contest, Nonsense Ryuuguu Castle (乙姫様コンテスト ハチャメチャ竜宮城 Otohimesama Kontesuto Hachamecha Ryūgūjō?)
19. Jouchaku at 6:00 AM! Z Beam Charge Complete (午前6時蒸着！Zビームチャージ完了 Gozen Rokuji Jōchaku! Zetto Bīmu Chāji Kanryō?)
20. The Mysterious? Emergency Hospital! Humanity's Great Collapse Approaches (なぞ？の救急病院！人類の大滅亡が迫る Nazo? No Kyūkyū Byōin! Jinrui no Dai Metsubō ga Semaru?)
21. The Dancing, Prickly Great Pinch: Operation Honey! (踊ってチクリ大ピンチ ハニー作戦よ！ Odotte Chikuri Dai Pinchi Hanī Sakusen yo!?)
22. Golden Mask and Younger Sister: The Yacht Running Toward the Sun (黄金仮面と妹 太陽に向って走るヨット Ōgon Kamen to Imōto Taiyō ni Mukatte Hashiru Yotto?)
23. The Beauty's Cries That Cut Trough the Night! The Phantom Coach in the Fog (闇を裂く美女の悲鳴！霧の中の幽霊馬車 Yami o Saku Bijo no Himei! Kiri no Naka no Yūrei Basha?)
24. Mimi's Nightmare!? The Howling, Cut-Up Demonbeast (ミミーの悪夢か！？吠える切り裂き魔獣 Mimī no Akumu ka!? Hoeru Kirisaki Majū?)
25. The Suspiciously Flickering Underwater Flower; Wakaba in Danger (怪しくゆらめく水中花 わかばが危ない Ayashiku Yurameku Suichūka Wakaba ga Abunai?)
26. I Saw The Doll! The True Identity of the Poison Gas Killer Corps (人形は見た！！毒ガス殺人部隊の正体 Ningyō wa Mita!! Dokugasu Satsujin Butai no Shōtai?)
27. The Teachers are Weird! A School Full of Weirdness (先生たちが変だ！学校は怪奇がいっぱい Sensei-tachi ga Hen da! Gakkō wa Kaiki ga Ippai?)
28. The Dark Sea of Space, Wandering Witch Monica (暗黒の宇宙の海 さまよえる魔女モニカ Ankoku no Uchū no Umi Samayoeru Majo Monika?)
29. Blitzkrieg Magic Battle! A Program of Assassination (電撃マジック合戦！暗殺のプログラム Dengeki Majikku Kassen! Ansatsu no Puroguramu?)
30. Don Horror's Son Has Returned to Makuu Castle (ドンホラーの息子が魔空城に帰って来た Don Horā no Musuko ga Makūjō ni Kaettekita?)
31. Listening to the Angel's Song, the Princess Who Became a Doll (天使の歌が聞こえる 人形にされた王女 Tenshi no Uta ga Kikoeru Ningyō ni Sareta Ōjo?)
32. The Mysterious Underground Maze Target is WX1 (謎の地底迷路 ターゲットはWX-1 Nazo no Chitei Meiro Tāgetto wa Daburu Ekkusu Wan?)
33. A New Monster is Born: The Boy Who Picked up an Alien (新怪物誕生 エイリアンを拾った少年 Shin Kaubutsu Tanjō Eirian o Hirotta Shōnen?)
34. Memories are Tears of Stars: a Fatherless Child, a Motherless Child (思い出は星の涙 父のない子 母のない子 Omoide wa Hoshi no Namida Chichi no Nai Ko Haha no Nai Ko?)
35. The Young Lion of Makuu; San Doruba's Opposition (マクーの若獅子 サンドルバの反抗 Makū no Waka Shishi San Doruba no Hankō?)
36. The Roadshow of Resentment; The Film Studio is Makuu Space (恨みのロードショー 撮影所は魔空空間 Urami no Rōdoshō Satsueijo wa Makū Kūkan?)
37. The Funny Tomboy Princess' Earth Adventure Trip (おてんばひょうきん姫の地球冒険旅行 Otenba Hyōkin Hime no Chikyū Bōken Ryokō?)
38. The Surrounded Transport Corps; the Righteous Sun Sword (包囲された輸送部隊 正義の太陽剣 Hōi Sareta Yusō Butai Seigi no Taiyō Tsurugi?)
39. When I Returned From School, My House was a Makuu Base (学校から帰ったらぼくの家はマクー基地 Gakkō Kara Kaettara Boku no Uchi wa Makū Kichi?)
40. The Decisive Battle of the Valley of Doom; You're a Space Sheriff Too! (死の谷の大決戦 君も宇宙刑事だ！ Shi no Tani no Dai Kessen Kimi mo Uchū Keiji da!?)
41. Makuu City is a Battlefield of Men; The Red Hourglass of Life (魔空都市は男の戦場 赤い生命の砂時計 Makū Toshi wa Otoko no Senjō Akai Seimei no Sunadokei?)
42. Retsu! Hurry! Dad! (烈よ急げ！父よ Retsu yo Isoge! Chichi yo?)
43. Reunion (再会 Saikai?)
44. The Neck of Don Horror (ドンホラーの首 Don Horā no Kubi?)

## Các diễn viên
- Ichijouji Retsu: Ôba Kenji
- Gavan (người đóng thế trang phục): Murakami Jun
- Qom: Nishizawa Toshiaki
- Voicer: Sonny Chiba (Chiba Shin Ichi)
- Iga Den: Watari Hiroshi
- Người dẫn truyện: Masamune Issei

Và một số diễn viên khác.
Nguyên tác: Yatsude Saburou.

## Bài hát
- Đầu:Uchukeiji Gyaban.
  - Viết lời: Yamakawa Keisuke
  - Soạn nhạc: Watanabe Michiaki
  - Hiệu đính: Makaino Kouji
  - Trình bày: Kushida Akira.
- Kết:oshizora no Messeiji (bức thông điệp của bầu trời sao)
  - Viết lời: Yamakawa Keisuke
  - Soạn nhạc: Watanabe Michiaki
  - Hiệu đính: Makaino Kouji
  - Trình bày: Kushida Akira.

Ngoài bài ca mở đầu và kết thúc, còn có nhiều bài ca khác được giữa tập phim khi xảy ra các sự kiện đặc biệt.

## Chuyện bên lề
- Uchukeiji Gyaban là chương trình Tokusatsu nhận được rất nhiều sự quan tâm ngay từ giai đoạn đầu. Nhất là ở tập 43, rất nhiều ý kiến cho rằng chưa từng thấy chương trình dành cho trẻ con nào mà lại có nhiều nội dung sâu sắc, cảm động đến như vậy.
- Uchukeiji Gyaban được phát sóng ở Pháp quốc với cái tên "X-OR" và cũng được ưa chuộng. Sau này, khi diễn viên Ôba Kenji đến Pháp, được một gia đình Nhật chú ý (trong nhà hàng) mặc dù lúc đó Ôba không biết là ở Pháp có phát sóng bộ này.
- Đây là tác phẩm được nhiều người ưa chuộng nên có những tác phẩm nhại theo như Keroro Gunsou (Manga) và hài kịch Depan Bisa Belakang Bisa của Mã Lai năm 1987. Nhân vật Kogoro (trinh thám vũ trụ 556) trong Keroro Gunsou biến thân trong vòng 0.003 giây nhưng chỉ có phần giáp đầu với vũ khí là thanh kiếm tre laser.
- Đây là bộ Tokusatsu sử dụng Laser Blade bằng chất tổng hợp quang hợp nhiều (cảnh) nhất trong bộ 3 cảnh sát hình sự vũ trụ. Ngược lại, Uchukeiji Shaidaa là bộ sử dụng nhiều Laser blade bằng ống đèn huỳnh quang nhất.
- Trong bộ Ninpuu Sentai Hurricanger, khi Ôba Kenji tham gia với tư cách diễn viên khác mời thì nhân vật Shurikenjaa (Shurikenger) khi biến thân cũng bắt chước thực hiện động tác Jouchaku của Gavan khi biến thân. Diễn viên Ôba Kenji từng đóng Denshi Sentai Denjiman và Battle Feaver J, nhưng kể từ khi diễn trong Uchukeiji Gyaban thì đã hình thành một ấn tượng lớn ở người xem là Ôba=Gavan.
- Các tác phẩm của hãng Toei lúc bấy giờ chịu nhiều ảnh hưởng của bộ phim Star Wars, và trong bộ Uchukeiji Gyaban này thấy rõ điều đó nhất. Điển hình là thanh Laser Blade của Gavan là ảnh hưởng từ Light Saber trong Star Wars.
- Mỗi khi Gavan sử dụng đến vũ khí Laser Blade là tiếng nhạc chủ đề của Laser Blade nổi lên. Bản nhạc này vốn ban đầu được gán cho chủ đề khi Maku tấn công, nhưng sau cũng dùng mỗi khi Gavan sử dụng Laser Blade. Truyền thống này tiếp tục cho tới 2 bộ sau là Uchukeiji Shariban và Uchukeiji Shaidaa.

## Mecha trong phim
- Combat Suit (コンバットスーツ): giáp chiến đấu của Gavan. Khi Ichijouji Retsu gặp nguy hiểm liền thét lên "Jouchaku" (蒸着, tham khảo thêm phần chuyện bên lề của bài khái quát về series Metal Heroes), phi thuyền cao tốc siêu thứ nguyên Dolgiran liền phát ra một loại vật chất đặc biệt là Granium ở dạng hạt phân tử bao phủ khắp người Retsu và hình thành bộ giáp chiến đấu màu bạc này. Toàn bộ quá trình này hoàn tất trong vòng 0.05 giây và gọi là "Jouchaku". Sau khi Jouchaku thì năng lực toàn thân của Gavan được nâng cao, thiết bị Dimension Controller ở trên ngực giúp cho Gavan có thể hoạt động trong không gian vũ trụ và không gian thứ nguyên lạ. Thiết bị trên đầu Gavan cũng có khả năng phát hiện ra quái nhân giả dạng người Địa cầu.

- Chiều cao toàn thân sau khi Jouchaku: 200 cm.
- Thể trọng: 90 kg.
- Lực nhảy: 150m (nếu có booster thì lên tới 300m).
Khi Ichijouji Retsu biến thân, người dẫn truyện nói "nào, chúng ta cùng xem lại quá trình này" và sau đó là một loạt cảnh Retsu tạo tư thế, từ trên phi thuyền Dolgiran có tiếng nói "truyền tải Combat suit" và chất Granium được phóng xuống người Retsu. Sau khi biến thân, nhân vật chính luôn đứng từ trên cao để xưng tên: Uchukeiji Gyaban! Một loạt cảnh trong quá trình Jouchaku chính là điểm cao trào của tập phim và khiến trẻ con mê mẩn dán mắt vào màn hình. Quá trình Jouchaku hoàn tất trong 0.05 giây nên sau này còn thấy nhiều cảnh biến thân khác như Jouchaku rồi giơ tay chặn đứng viên đạn đang bay lại.
- Các thiết bị, cơ năng của Combat Suit:

- Electro sonaa (sonar): được cất giấu trong tai và dùng để thông tin liên lạc, điều khiển máy móc. Nếu kéo dài antenna thì có thể nghe thấy những âm thanh rất nhỏ từ xa 10 km. Nếu kéo 2 tai trái phải ra ngoài thì nó biến thành thiết bị thu phát sóng, nhưng Gavan chưa dùng tới chức năng này.
- Gasu sensaa (ガスセンサー, Gas sensor): thiết bị phát hiện ga.
- Reizaa Sukoopu (レーザースコープ, Laser scope): thiết bị được làm từ loại kính đặc biệt, gắn nơi mắt kính, có khả năng thu các tia tử ngoại, hồng ngoại, phân tích chúng và phát hiện quái vật ẩn trốn trong không gian Maku.
- Reizaa Buleido (レーザーブレード, Laser Blade): vũ khí chủ yếu của Gavan, thanh kiếm này được cầm một tay. Khi Gavan truyền năng lượng Birdnium từ lòng bàn tay vào thanh kiếm thì nó phát sáng và uy lực hơn. Tuyệt kỹ là Gavan Dynamic.
- Phi thuyền cao tốc siêu thứ nguyên Dolgiran (ドルギラン): tàu vũ trụ này là cứ điểm hoạt động của Gavan. Phi thuyền này gồm phần trên là đĩa tròn Giran và phần dưới là điện tử siêu tinh thú Dol hợp thành. Phần dưới của đĩa tròn có thể chứa được siêu tinh thú Dol sau khi thu gọn lại. Phi thuyền này được trang bị 3 khẩu pháo laser, phía dưới bụng phát tia sáng có thể hút người vào.

Đường kính: 220m. Chiều cao: 90m. Trọng lượng: 2000 tấn.
- Điện tử siêu tinh thú Dol (電子星獣ドル): con thú (rồng xanh) máy có ý thức được tách ra từ phi thuyền Dolgiran. Vũ khí là Dol Fire phóng ra từ miệng rồng, laser phát ra từ mắt và chân trước. Đuôi rồng còn có thể quất vào đối phương.

Chiều dài: 300m. Trọng lượng: 2000 tấn.
- Cyberian (サイバリアン): cỗ máy này là vật cưỡi chính của Gavan, được cất giấu bên trong Dolgiran. Hình dáng bề ngoài là chiếc xe màu đỏ hiệu Suzuki, được trang bị Cyberian Laser và Cyberian Rocket. Xe này có thể chạy, bay một mình và chở Gavan bay vào không gian Maku.

Chiều dài: 2.3m. Trọng lượng: 400 kg. Tốc độ: 500 km/h.
- Gabion (ギャビオン): chiến xa chuyên dụng của Gavan, được cất giấu trong phi thuyền mẹ Dolgiran, có thể phân ly thành 2 phần trên dưới. Phần trên bay được trên không, phần dưới gồm có loại chạy trên mặt đất và loại chạy trong lòng đất.

Chiều dài: 20m. Trọng lượng: 380 tấn. Tốc độ: 500 km/h (chạy), Mach 5 (bay).
- Scooper (スクーパー): máy khoan nhỏ được cất giấu bên trong Gabion. Cỗ máy này có 2 mũi khoan để di chuyển trong lòng đất, đùng để tấn công vào căn cứ địch, giải thoát con tin.

Chiều dài: 13m. Trọng lượng: 400 tấn. Mã lực: 5 vạn.

## Tuyệt chiêu của Gavan
- Electro Splash (エレクトロスプラッシュ): tuyệt kỹ dùng ánh sáng phá tan vật cản tầm nhìn.
- Gavan Beam (ギャバンビーム)
- Gavan Puch (ギャバンパンチ): cú đấm xuyên thủng thép dày 10 cm. Có dị bản là Gavan Upper Punch ở tập 19.
- Gavan Kick (ギャバンキック)
- Gavan Shock (ギャバンショック): tuyệt kỹ phóng điện toàn thân hoặc bằng đầu ngón tay.
- Gavan Dynamic (ギャバン・ダイナミック): tuyệt kỹ mạnh nhất của Gavan, dùng Laser Blade bổ thẳng xuống người đối phương.
- Gavan Barrier (ギャバンバリヤー): bức tường phòng ngự do ánh sáng tạo thành.
- Gavan Full Power (ギャバン・フルパワー)
- Galatical Clash (ギャラクティカクラッシュ): đòn đánh chõ vào số đông.
- Silver Beam (シルバービーム): đòn tấn công này không cần tích trữ năng lượng, tốc độ vượt trội nhưng uy lực kém.
- Static Shock (スタッチックショック): kỹ thuật dùng tĩnh điện làm cho người bị quái thú điều khiển tỉnh lại.
- Spiral Kick (スパイラルキック)
- Dimension Bomber (ディメンションボンバー): đòn tấn công bằng tay khi thả người từ trên không xuống.
- Beam đóng băng (冷凍ビーム): tia phát xạ từ mắt làm đóng băng vật thể.
- Laser Z Beam (レーザーZビーム): đòn tấn công bằng năng lượng Birdnium phát ra từ ngón tay hoặc quyền. Tốc độ chậm nhưng lực phá hoại lớn.